# Buscando a Casal
Buscando a Casal es una película de drama biográfico cubana de 2019 dirigida por Jorge Luis Sánchez. Fue seleccionada como la candidatura cubana a Mejor Película Internacional en la 93.ª edición de los Premios Óscar, pero no fue nominada.

## Sinopsis
Al criticar a un alto representante del poder, un joven poeta será sometido a todo tipo de presiones. Únicamente logrará sobrevivir gracias a su fantasía elegante y enamorada. Ese artista es Julián del Casal, quien vivirá en La Habana colonial de finales del siglo XIX.

## Reparto
- Yasmany Guerrero como Julián del Casal
- Yadier Fernández como el general Zamora
- Blanca Rosa Blanco como María Ishikawa
- Armando Miguel Gómez
- Marlon López
- Enmanuel Galbán
- Malú Tarrau
- Rolando Rodríguez
- Omar Durán
- Daniel Lana